# Петрены
Петрены (рум. Petreni, Петрень) — село в Дрокиевском районе Молдавии. Является административным центром коммуны Петрены, включающей также село Новые Попешты.

## География
Село расположено на высоте 115 метров над уровнем моря.

## Население
По данным переписи населения 2004 года, в селе Петрень проживает 1077 человек (510 мужчин, 567 женщин).
Этнический состав села:
| Национальность | Число жителей | Процентный состав |
| -------------- | ------------- | ----------------- |
| молдаване      | 1068          | 99.16             |
| цыгане         | 6             | 0.56              |
| украинцы       | 2             | 0.19              |
| русские        | 1             | 0.09              |
| Всего          | 1077          | 100%              |